# نادي مغير السرحان
نادي مغير السرحان هو نادي كره قدم أردني، صعد في عام 2021 إلى مصاف أندية المحترفين بعد فوزه على فريق اتحاد الرمثا بنتيجة 2-0 في المباراة التي جرت على ستاد الأمير هاشم في الرمثا في إطار منافسات دوري الدرجة الأولى لكرة القدم.

## روابط خارجية
- شعار نادي مغير سرحان